# (522) Helga
(522) Helga es un asteroide perteneciente al cinturón exterior de asteroides descubierto el 10 de enero de 1904 por Maximilian Franz Wolf desde el observatorio de Heidelberg-Königstuhl, Alemania.
Se desconoce la razón del nombre.